# 762
Évszázadok: 7. század – 8. század – 9. század
Évtizedek: 710-es évek – 720-as évek – 730-as évek – 740-es évek – 750-es évek – 760-as évek – 770-es évek – 780-as évek – 790-es évek – 800-as évek – 810-es évek
Évek: 757 – 758 – 759 – 760 –  761 – 762 – 763 – 764 – 765 – 766 – 767

## Események

### Európa
- Kis Pippin frank király folytatja aquitániai hadjáratát és elfoglalja Bourges-t, valamint Thouars-t.
- A bolgár főnemesek meggyilkolják Vineh kánt, mert képtelen volt kihasználni a bizánciak fölött aratott katonai győzelmet. Helyére az Ugain klánból való energikus Telecet választják, aki azonnal feldúlja a bizánci határvidéket.
- Meghal II. Æthelbert kenti király. Utóda Eardwulf, akivel korábban már közösen kormányzott.

### Abbászida Kalifátus
- Al-Haszan ibn Ali rasidún kalifa két leszármazottja fellázad al-Manszúr kalifa ellen Bászrában és Medinában, de mindkét síita felkelést gyorsan leverik.
- Al-Manszúr a Tigris folyó mentén, a régi perzsa főváros, Ktésziphón közelében új fővárost alapít Madínat asz-Szalám (a béke városa) néven; ebből alakul ki Bagdad.

### Kína
- Az 51 éves Tang Szu-cung császár megbetegszik, állapotát súlyosbítja apja, Hszüan-cung halálhíre. A palotában küzdelem kezdődik Csang császárné és Li Fu-kuo befolyásos eunuch között. Mikor Szu-cung röviddel később meghal, az eunuch elfogatja és kivégezteti a császárnét, valamint a volt császár vele ellenséges fiait és az ő pártján lévő Li Jüt kiáltja ki császárnak. Li Jü a Taj-cung uralkodói nevet veszi fel.
- Li Fu-kuo a kormányzat legfontosabb emberévé lép elő és igyekszik háttérbe szorítani a császárt. Taj-cung azonban, amint megerősítette pozícióját, lemondatja az eunuchot minden pozíciójáról és hercegi címet adományozva neki visszavonultatja; majd még az év vége előtt meggyilkoltatja őt.
- A Tang-dinasztia ujgur segítséggel ismét visszafoglalja a régi fővárost, Lojangot a lázadó Jen-dinasztiától.

## Születések
- I. Æthelred northumbriai király

## Halálozások
- II. Æthelbert, kenti király
- Li Paj, kínai költő
- Li Fu-kuo, kínai politikus
- Tang Hszüan-cung, kínai császár
- Tang Szu-cung, kínai császár
- Vineh, bolgár kán

## Fordítás
- Ez a szócikk részben vagy egészben  a(z)   762 című angol Wikipédia-szócikk ezen változatának fordításán alapul.  Az eredeti cikk szerkesztőit annak laptörténete sorolja fel. Ez a jelzés csupán a megfogalmazás eredetét és a szerzői jogokat jelzi, nem szolgál a cikkben szereplő információk forrásmegjelöléseként.